# Sipaea
Sipaea là một chi bướm ngày thuộc họ Lycaenidae.